# 阿姆斯特丹 (蒙大拿州)
阿姆斯特丹（英語：Amsterdam）是位於美國蒙大拿州加拉廷縣的普查規定居民點。

## 人口
根據2020年美國人口普查的數據，阿姆斯特丹的面積為7.06平方千米，當中陸地面積為7.01平方千米，而水域面積為0.05平方千米。當地共有人口206人，而人口密度為每平方千米29.18人。